# Tricyphona xanthoptera
Tricyphona (Tricyphona) xanthoptera là một loài ruồi trong họ Pediciidae. Chúng phân bố ở vùng Indomalaya.